# Lucie Prioux
Pour les articles homonymes, voir Prioux.
Lucie Prioux est une céiste française née en Corrèze le 21 juillet 1997.

## Carrière
Aux Championnats d'Europe de slalom 2018, elle est médaillée d'argent en canoë monoplace par équipes.
Elle remporte le bronze en C-1 par équipes aux Championnats du monde de slalom 2018.
Aux Championnats d'Europe de slalom 2020, elle est médaillée de bronze en C-1 ainsi qu'en C-1 par équipes avec Claire Jacquet et Lucie Baudu,.
Aux Championnats d'Europe de slalom 2021, elle est médaillée de bronze en C-1 par équipes avec Marjorie Delassus et Angèle Hug.